# Christian Ditlev von Lüttichau (officer)
 Der er flere personer med dette navn, se Christian Ditlev von Lüttichau.
Christian Ditlev von Lüttichau (1695  – 1767) var en dansk officer, der var søn af Hans Helmuth von Lüttichau og broder til Wolff Caspar og Cæsar Læsar von Lüttichau. Han avancerede til generalmajor.
Han oprettede i 1759 stamhuset Tjele (afløst i 1930), der havde Tjele Gods som centrum.
Chr. Ditlev von Lüttichau var gift med Margreta Terese von Sachsen.